# مت بیکر (بازیکن فوتبال)
مت بیکر (انگلیسی: Matt Baker؛ زادهٔ ۱۸ دسامبر ۱۹۷۹) بازیکن فوتبال اهل بریتانیا است.
از باشگاه‌هایی که در آن بازی کرده‌است می‌توان به باشگاه فوتبال هرفورد یونایتد، باشگاه فوتبال برافورد پارک آونیو، باشگاه فوتبال هال سیتی، باشگاه فوتبال ویموث، باشگاه فوتبال میلتون کینز دونز، و باشگاه فوتبال ورکسام اشاره کرد.
وی همچنین در تیم ملی فوتبال England C بازی کرده‌است.